# Yukako Kawai
Yukako Kawai (* 27. August 1997) ist eine japanische Ringerin. Sie wurde 2021 Olympiasiegerin, 2018 Vize-Weltmeisterin und U-23-Weltmeisterin in der Gewichtsklasse bis 62 kg Körpergewicht.

## Werdegang
Yukako Kawai begann im Jahre 2005 mit dem Ringen. Sie ist die jüngere Schwester der Olympiasiegerin Risako Kawai und besucht wie diese die Shigakhan University in Tokio, deren Ringerclub sie auch angehört. Die 1,62 m große Athletin wiegt etwas über 60 kg. Trainiert wird sie seit der Aufnahme in die japanische Frauen-Nationalmannschaft der Ringerinnen im Jahre 2013 von Kazuhito Sakae.
In den ersten Jahren ihrer Ringerkarriere musste Yukako Kawai auch mittelmäßige Plätze in Kauf nehmen, so kam sie bei ihrer ersten Teilnahme an einer internationalen Meisterschaft, der Junioren-Weltmeisterschaft 2013 (Cadets) in Zrenjanin, in der Gewichtsklasse bis 56 kg nur auf den 14. Platz. 2014 gewann sie bei der gleichen Weltmeisterschaft in Snina in der Gewichtsklasse bis 60 kg ihre erste Medaille, eine bronzene.
2015 und 2016 wurde sie mehrmals bei hochrangigen internationalen Turnieren eingesetzt und erreichte dabei durchwegs gute Platzierungen. 2015 wurde sie als Achtzehnjährige japanische Vizemeisterin bei den Frauen in der Gewichtsklasse bis 60 kg. Im Finale unterlag sie dabei ihrer Schwester Risako durch Fall nach 2,51 Minuten.
Im August 2017 wurde Yukako Kawai bei der Junioren-Weltmeisterschaft (Juniors) in Tampere eingesetzt, erreichte in der Gewichtsklasse bis 63 kg aber nur den 9. Platz. Nicht viel besser schnitt sie bei der Weltmeisterschaft des gleichen Jahres in Paris ab. Sie kam dort in der gleichen Gewichtsklasse nach einem Sieg über Elmira Gamarowa, Aserbaidschan, und einer Niederlage gegen Jackeline Rentería Castillo aus Kolumbien auf den 8. Platz. Im Dezember 2017 wurde Yukako Kawai dann erstmals japanische Meisterin bei den Frauen in der Gewichtsklasse bis 62 kg Körpergewicht.
Im Juni 2018 wurde sie Siegerin beim Meiji-Cup in Tokio und schaffte damit die Qualifikation für die Weltmeisterschaft der Frauen, die im Oktober 2018 in Budapest stattfand. In der Gewichtsklasse bis 62 kg siegte sie in Budapest über die Ex-Weltmeisterin Marianna Sastin aus Ungarn, Sakshi Malik, Indien, und Julija Ostaptschuk, Polen. Im Finale unterlag sie gegen Taybe Yusein aus Bulgarien knapp nach Punkten. Ihre Schwester Risako wurde eine Gewichtsklasse tiefer Weltmeisterin. Weltmeisterin wurde dann auch Yukako Kawai, nämlich bei der U 23-Weltmeisterschaft im November 2018 in Bukarest. Im Finale besiegte sie dort Ilona Prokopewniuk aus der Ukraine. Im Dezember 2018 wurde sie auch wieder japanische Meisterin in der Gewichtsklasse bis 62 kg.
Bei der Asienmeisterschaft 2019 im chinesischen Xi’an verlor Yukako Kawai im Finale der Gewichtsklasse bis 62 kg etwas überraschend gegen die Kirgisin Aisuluu A Tinibekowa. Bei der Weltmeisterschaft dieses Jahres vertrat Yukako Kawai die japanischen Farben wieder in der Gewichtsklasse bis 62 kg. Nach einem Sieg über Luisa Niemesch, Deutschland, verlor sie im Achtelfinale wieder gegen Aisuluu A Tinibekowa. Da diese das Finale erreichte, konnte sie in der Trostrunde weiterringen und erkämpfte sich dort mit Siegen über Alejandra Romero Bonilla, Mexiko, Julija Tkatch-Ostaptschuk, Ukraine, und Rim Jong-Sim, Nordkorea, noch eine Bronzemedaille.
Im Februar 2020 wurde sie in Neu Delhi in der Gewichtsklasse bis 62 kg mit Siegen über die Weltmeisterin des Vorjahres Aisuluu A Tinibekowa, Sonam Sonam, Indien, und Ayanlim Kassimowa, Kasachstan, Asienmeisterin.

## Internationale Erfolge
| Jahr | Platz | Wettbewerb                               | Gewichtsklasse | Ergebnisse |
| 2013 | 14.   | Junioren-WM (Cadets) in Zrenjanin        | bis 56 kg      | Siegerin: Maria Kosarewa, Russland |
| 2014 | 03.   | Junioren-WM (Cadets) in Snina            | bis 60 kg      | hinter Grace Jacob Bullen, Norwegen und Loumba Selene Fanta, Frankreich |
| 2015 | 05.   | „Iwam-Yarygin“-Grand-Prix in Krasnojarsk | bis 58 kg      | Siegerin: Shoovdor Batarshav, Mongolei |
| 2015 | 03.   | Golden-Grand-Prix in Baku                | bis 60 kg      | hinter Luo Xiaojuan, China und Allisson Mackenzie Ragan, USA |
| 2016 | 03.   | Klippan Lady-Open                        | bis 63 kg      | hinter Anastasija Grigorjewa, Lettland und Marianna Sastin, Ungarn |
| 2017 | 09.   | Junioren-WM (Juniors) in Tampere         | bis 63 kg      | Siegerin: Maya Nelson, USA |
| 2017 | 08.   | WM in Paris                              | bis 63 kg      | nach einem Sieg über Elmira Gambarowa, Aserbaidschan und einer Niederlage gegen Jackeline Renteria Castillo, Kolumbien                                                                                          |
| 2018 | 02.   | WM in Budapest                           | bis 62 kg      | nach Siegen über Marianna Sastin, Ungarn, Sakshi Malik, Indien und Julija Tkach Ostaptschuk und einer Niederlage gegen Taybe Yusein, Bulgarien                                                                  |
| 2018 | 01.   | U 23-WM in Bukarest                      | bis 62 kg      | nach Siegen über Gantuya Enchbat, Mongolei, Kristina Sasikina, Weißrussland, Kriszta Tunde Incze, Ungarn und Ilona Prokopewniuk, Ukraine                                                                        |
| 2019 | 02.   | Asienmeisterschaft in Xi’an, China       | bis 62 kg      | nach Siegen über Choi Jiae, Südkorea, Sakshi Malik, Indien und Mun Hyon-Gyong, Nordkorea und einer Niederlage gegen Aisuluu A Tinibekowa, Kirgisistan                                                           |
| 2019 | 3.    | WM in Nur-Sultan                         | bis 62 kg      | nach einem Sieg über Luisa Niemesch, Deutschland, einer Niederlage gegen Aisuluu A Tinibekowa und Siegen über Alejandra Romero Bonilla, Mexiko, Julija Tkatsch-Ostaptschuk, Ukraine und Rim Jong-Sim, Nordkorea |
| 2020 | 1.    | Asienmeisterschaft in New Delhi          | bis 62 kg      | nach Siegen über 'Aisuluu Akowa, Sonam Sonam, Indien und Ayanluim Kassimowa, Kasachstan |

## Erfolge bei nationalen Wettbewerben
| Jahr | Platz | Wettbewerb               | Gewichtsklasse | Ergebnisse                                             |
| 2015 | 2.    | Japanische Meisterschaft | bis 60 kg      | hinter Risako Kawai, vor Yui Sakano und Yoshimi Kayama |
| 2017 | 1.    | Japanische Meisterschaft | bis 62 kg      | vor Yurika Ito, Honoka Imagawa und Aika Yago           |
| 2018 | 1.    | Meiji-Cup in Tokio       | bis 62 kg      | vor Yurika Ita, Atena Kodama und Honoka Imagawa        |
| 2018 | 1.    | Japanische Meisterschaft | bis 62 kg      | vor Yuzuro Kumano, Miyu Imai und Miwa Morikawa         |

Erläuterungen
- alle Wettbewerbe im freien Stil
- WM = Weltmeisterschaft